# Kategoria Superiore 2013-2014
La Kategoria Superiore 2013-2014 è stata la 75ª edizione della massima serie del campionato albanese di calcio. La stagione è iniziata il 31 agosto 2013 e si è conclusa il 10 maggio 2014. Lo Skënderbeu ha vinto il trofeo per la 5ª volta nella sua storia.

## Novità
Lushnja e Partizani Tirana sono state promosse dalla Kategoria e Parë, al posto delle retrocesse Shkumbini, Tomori, Luftëtari e Apolonia Fier.

## Regolamento
La squadra campione è ammessa al secondo turno di qualificazione della UEFA Champions League 2014-2015.

La seconda e la terza classificata sono ammesse al primo turno di qualificazione della UEFA Europa League 2014-2015.

Le ultime quattro classificate sono retrocesse direttamente in Kategoria e Parë.

## Squadre partecipanti
| Club              | Città   | Stadio             | Posizione 2012-2013          |
| ----------------- | ------- | ------------------ | ---------------------------- |
| Besa Kavajë       | Kavajë  | Stadio Besa        | 9º posto                     |
| Bylis Ballsh      | Ballsh  | Stadio Adush Muça  | 10º posto                    |
| Flamurtari Valona | Valona  | Stadio Flamurtari  | 4º posto                     |
| Kastrioti         | Krujë   | Stadio Kastrioti   | 8º posto                     |
| Kukësi            | Kukës   | Stadio Zeqir Ymeri | 2º posto                     |
| Laçi              | Laç     | Stadio Laçi        | 7º posto                     |
| Lushnja           | Lushnjë | Stadio Roza Haxhiu | 1º posto in Kategoria e Parë |
| Partizani Tirana  | Tirana  | Stadio Qemal Stafa | 2º posto in Kategoria e Parë |
| Skënderbeu        | Coriza  | Stadio Skënderbeu  | Campione d'Albania           |
| Teuta             | Durazzo | Stadio Niko Dovana | 3º posto                     |
| Tirana            | Tirana  | Stadio Qemal Stafa | 5º posto                     |
| Vllaznia          | Scutari | Stadio Loro-Boriçi | 6º posto                     |

## Classifica
|                    | Pos. | Squadra           | Pt | G  | V  | N  | P  | GF | GS | DR  |
| ------------------ | ---- | ----------------- | -- | -- | -- | -- | -- | -- | -- | --- |
| Albania (bandiera) | 1.   | Skënderbeu        | 61 | 33 | 18 | 7  | 8  | 52 | 32 | +20 |
|                    | 2.   | Kukësi            | 57 | 33 | 16 | 9  | 8  | 46 | 34 | +12 |
|                    | 3.   | Laçi              | 54 | 33 | 16 | 6  | 11 | 41 | 28 | +13 |
|                    | 4.   | Teuta             | 54 | 33 | 14 | 12 | 7  | 46 | 35 | +11 |
|                    | 5.   | Partizani Tirana  | 53 | 33 | 15 | 8  | 10 | 33 | 26 | +7  |
|                    | 6.   | Tirana            | 50 | 33 | 14 | 8  | 11 | 36 | 31 | +5  |
|                    | 7.   | Flamurtari Valona | 48 | 33 | 14 | 9  | 10 | 45 | 40 | +5  |
|                    | 8.   | Vllaznia          | 45 | 33 | 12 | 9  | 12 | 42 | 36 | +6  |
|                    | 9.   | Besa Kavajë       | 42 | 33 | 11 | 9  | 13 | 34 | 32 | +2  |
|                    | 10.  | Kastrioti         | 29 | 33 | 8  | 5  | 20 | 26 | 46 | -20 |
|                    | 11.  | Lushnja           | 26 | 33 | 7  | 5  | 21 | 32 | 59 | -27 |
|                    | 12.  | Bylis Ballsh      | 24 | 33 | 5  | 9  | 19 | 20 | 54 | -34 |

Legenda:

      Campione di Albania e ammessa alla UEFA Champions League 2014-2015

      Ammesse alla UEFA Europa League 2014-2015

      Retrocesse in Kategoria e Parë 2014-2015

Note:

Tre punti a vittoria, uno a pareggio, zero a sconfitta.
Flamurtari Valona: 3 punti di penalizzazione.

## Risultati
|                   | Bes     | Byl     | Fla     | Kas     | Kuk     | Laç     | Lus     | PTi     | Skë     | Teu     | Tir     | Vll     |
| ----------------- | ------- | ------- | ------- | ------- | ------- | ------- | ------- | ------- | ------- | ------- | ------- | ------- |
| Besa Kavajë       | ––––    | 2-1     | 2-0 3-1 | 1-0 1-1 | 2-0 0-1 | 2-2 0-0 | 1-1 3-0 | 0-1     | 1-1     | 2-2     | 1-0     | 1-0 0-0 |
| Bylis Ballsh      | 3-0 0-3 | ––––    | 0-0     | 1-0     | 1-1 0-3 | 1-0 0-0 | 1-1 0-3 | 1-0     | 1-0     | 2-2     | 0-1 0-3 | 0-0     |
| Flamurtari Valona | 1-4     | 2-2 3-0 | ––––    | 0-1     | 2-1     | 1-1     | 4-3     | 1-0 0-0 | 2-1 1-0 | 2-0 0-0 | 1-1 2-2 | 3-1     |
| Kastrioti         | 2-1     | 2-1 3-0 | 0-0 1-3 | ––––    | 0-1     | 0-2     | 2-0 2-1 | 0-2     | 0-1     | 0-0     | 0-0 2-3 | 3-2 2-4 |
| Kukësi            | 1-1     | 0-0     | 3-2 4-2 | 1-0 2-1 | ––––    | 1-0 1-1 | 1-0 4-1 | 0-1     | 1-1     | 0-0 3-0 | 2-1     | 1-3 1-1 |
| Laçi              | 1-0     | 1-0 2-3 | 1-0 0-1 | 1-0     | 1-2 6-0 | ––––    | 3-1 1-0 | 1-0 2-0 | 2-2     | 2-1 1-0 | 1-0     | 3-0 0-2 |
| Lushnja           | 1-0     | 2-0     | 2-4     | 0-0     | 1-0     | 1-0     | ––––    | 2-0 2-4 | 0-1 2-4 | 1-1 0-2 | 2-1     | 1-1 0-2 |
| Partizani Tirana  | 3-1 1-0 | 2-2 2-0 | 0-0     | 1-0     | 0-0 1-0 | 2-1     | 2-0     | ––––    | 0-0 1-2 | 3-0     | 1-0 1-1 | 0-1     |
| Skënderbeu        | 1-0     | 2-1     | 2-0     | 2-0 3-1 | 1-3 3-3 | 2-1 1-2 | 2-0     | 3-0     | ––––    | 1-1     | 1-0 2-3 | 2-1     |
| Teuta             | 0-1 1-0 | 2-1 3-0 | 2-1     | 1-2 1-0 | 2-1     | 2-1     | 6-2     | 1-1 3-1 | 1-1 2-1 | ––––    | 2-0 1-1 | 3-2     |
| KF Tirana         | 2-1 3-0 | 1-0     | 0-2     | 1-0     | 3-1 1-2 | 0-0 2-0 | 1-0     | 1-0     | 0-2     | 0-0     | ––––    | 1-1 2-1 |
| Vllaznia          | 0-0     | 1-1 3-0 | 0-1 1-0 | 2-1     | 1-2     | 3-0     | 2-0     | 1-1 0-1 | 1-3 1-0 | 1-1 1-3 | 2-0     | ––––    |

## Statistiche e record

### Classifica marcatori
| Gol |  |  | Giocatore              | Squadra           |
| --- |  |  | ---------------------- | ----------------- |
| 20  |  |  | Pero Pejić             | Skënderbeu        |
| 17  |  |  | Sokol Çikalleshi       | Kukësi            |
| 14  |  |  | Daniel Xhafaj          | Teuta             |
| 13  |  |  | Tomislav Bušić         | Vllaznia          |
| 13  |  |  | Fatjon Sefa            | Besa Kavajë       |
| 12  |  |  | Arbër Abilaliaj        | Flamurtari Valona |
| 8   |  |  | Mikel Çanka            | Lushnja           |
| 8   |  |  | Andi Ribaj             | Skënderbeu        |
| 8   |  |  | Erjon Vuçaj            | Laçi              |
| 7   |  |  | Solomonson Izuchukwuka | Kukësi            |
| 7   |  |  | Mario Morina           | Tirana            |
| 7   |  |  | Bledi Shkëmbi          | Skënderbeu        |
| 7   |  |  | Ndriçim Shtubina       | Vllaznia          |

### Capoliste solitarie
- Dalla 3ª alla 5ª giornata:  Teuta
- Dalla 10ª alla 33ª giornata:  Skënderbeu

### Record
- Maggior numero di vittorie:  Skënderbeu (18)
- Minor numero di sconfitte:  Teuta (7)
- Migliore attacco:  Skënderbeu (52 gol fatti)
- Miglior difesa:  Tirana (31 gol subiti)
- Miglior differenza reti:  Skënderbeu (+20)
- Maggior numero di pareggi:  Teuta (12)
- Minor numero di pareggi:  Kastrioti e  Lushnja (5)
- Minor numero di vittorie:  Bylis Ballsh (5)
- Maggior numero di sconfitte:  Lushnja (21)
- Peggiore attacco:  Bylis Ballsh (20 gol fatti)
- Peggior difesa:  Lushnja (59 gol subiti)
- Peggior differenza reti:  Bylis Ballsh (-34)

## Verdetti
- Campione d'Albania:  Skënderbeu
- Qualificato alla UEFA Champions League:  Skënderbeu
- Qualificate alla UEFA Europa League:  Kukësi,  Laçi e  Flamurtari Valona
- Retrocesse in Kategoria e Parë:  Bylis Ballsh,  Lushnja,  Kastrioti e  Besa Kavajë